# Caroline Lenferna de Laresle
Caroline Lenferna de Laresle, née le  20 mars 1824 à Pointe-aux-Piments (Maurice) et décédée le 28 janvier 1900 à Rome, en religion mère Marie-Augustine, est une religieuse mauricienne, fondatrice des Sœurs de la charité de Notre Dame du Bon et Perpétuel Secours (B.P.S.).

## Biographie
Caroline-Françoise-Adélaïde Lenferna de Laresle est née le 20 mars 1824 à Pointe-aux-Piments, sur l'île Maurice, dans le district de Pamplemousses au nord de l'île. Son père Charles Honoré Georges Alexandre Lenferna de Laresle (1795-1869) est officier de la marine marchande ; Caroline naît de son premier mariage avec Caroline Enouf.
Il y a à cette époque très peu de catholiques romains à Maurice : cinq paroisses seulement existent, avec environ autant de prêtres, et sans aucune religieuse ; les quelques prêtres sont souvent en mauvais termes entre eux, si bien que Laresle n'est pas baptisée à la naissance.
Elle fréquente un pensionnat dirigé par Mme Farquarson à Port-Louis ; c'est à l'école qu'elle demande à être baptisée, ce qui a lieu en 1835 ; elle fait sa première communion le lendemain.
Par la suite, inspirée en partie par le père Xavier Masuy, un prêtre belge, par le père Jacques-Désiré Laval et Bernard Collier, évêque de Port-Louis, Laresle décide de consacrer sa vie à la charité et de devenir religieuse. Elle fait son noviciat chez les Sœurs de Lorette installées à Maurice en 1845. Elle prononce ses vœux le 1er mai 1849, en adoptant le nom de Marie-Augustine.
Caroline Lenferna de Laresle fonde la congrégation des Sœurs de charité de Notre-Dame-du-Bon-et-Perpétuel-Secours, le 14 juin 1850. C'est la seule congrégation religieuse à avoir été créée à l'île Maurice. L'institut a six religieuses en 1855, plus de 60 en 1860.
La congrégation installée d'abord à Port-Louis ouvre vingt couvents en 17 ans, des hôpitaux, des hospices, des écoles et des garderies. Laresle ouvre un orphelinat après la découverte d'un bébé abandonné le jour de Noël. En 1853, les sœurs fondent leur première école primaire dans le quartier Camp Yoloff à Port-Louis ; en 1853 elles apportent leur aide lors  d'une épidémie de choléra. À partir de 1868, elles interviennent à l'Hôpital civil (actuellement hôpital Dr AG Jeetoo).
En tant que mère supérieure, Laresle s'oppose au contrôle de la congrégation par les évêques du diocèse de Port-Louis ; elle se rend à Rome, où elle s'installe à partir de 1878, pour demander que sa congrégation soit déclarée de droit pontifical, relevant de la seule juridiction du pape. Elle l'obtient en 1882 de Léon XIII, et la congrégation ajoute la mention perpétuel à son nom. Caroline Lenferna de Laresle meurt à Rome le 28 janvier 1900.

## Héritage
Sa congrégation religieuse est présente au début du XXIe siècle en Europe (Belgique, France, Italie, Pologne, Royaume-Uni), en Asie (Corée du Sud, Philippines, Inde), en Afrique (Île Maurice, Congo) et en Argentine ; à la fin de 2008 la congrégation comptait 226 sœurs dans in 40 maisons.
Caroline Lenferna de Laresle a laissé un texte manuscrit que son institut religieux publie en 1989 sous le titre Je serai sœur de charité.
Le procès en vue de sa béatification a été ouvert en 1927.